# 实名制
实名制是指使用人須以真實姓名檢核并登記其身分資料的制度，反义词为匿名。

## 实名制制度

### 长期制度
- 网络实名制
- 手机实名制
  - 中华人民共和国手机实名制
- 火车票实名制
  - 中国大陆火车票实名制
- 機票实名制
- 悠遊卡实名制
- 台灣檢舉交通違規实名制
- 中华人民共和国《非银行支付机构网络支付业务管理办法》
- 日本汽油銷售實名制（2020年2月1日起）

### 临时制度
- 十八大、十九大安保
  - 菜刀購買實名制
  - 遥控飞机实名制
- 安宁PX项目
- 口罩實名制，台灣因應2019新型冠狀病毒疫情而實施的口罩販售管制措施，自2020年2月6日起以健保卡在健保特約藥局或指定衛生所購買醫療級口罩[1]。
- 快篩實名制，台灣因應2019新型冠狀病毒疫情而實施的快篩販售管制措施，自2022年4月28日起以健保卡在健保特約藥局或指定衛生所購買快篩[2]。